# Parc Jean-Baptiste-Lebas
Le parc Jean-Baptiste-Lebas est un espace public situé à Lille dans le département français du Nord en région Hauts-de-France.
Aménagé à partir de 2004 sur le boulevard Jean-Baptiste Lebas ouvert en 1865, il est situé sur le grand axe de communication historique de Lille vers le sud. Il dessert la gare Saint-Sauveur, ancienne gare de marchandises où sont implantés des équipements culturels.

## Situation et accès
Le parc Jean-Baptiste Lebas a été aménagé au centre du boulevard Jean-Baptiste Lebas à partir de 2004, avec une allée piétonne à la place de la chaussée centrale et des pelouses sur les terre-pleins. L’ensemble clôturé est ouvert de 7 h 30 à 21 h d’octobre à mars, de 7 h 30 à 22 h d’avril à septembre, interdit aux chiens, aux jeux de ballon et la circulation à vélo limitée à 5 km/h.
Les 2 chaussées latérales restent ouvertes à la circulation. Le trafic n’y est pas négligeable aux heures de pointe bien que ce boulevard ait perdu son rôle d’axe de transit majeur depuis la création de voies autoroutières sur l’espace des fortifications démantelées après 1919.

## Origine du nom
Le parc, comme le boulevard, porte ce nom en hommage à Jean-Baptiste Lebas, ancien maire de Roubaix.

## Historique
Le boulevard d’Italie est créé en 1865 en même temps que la gare, en grande partie sur les terrains des fortifications déclassées lors de l’annexion en 1858 à la ville de Lille des communes de Moulins, Wazemmes, Esquermes, Fives et Saint-Maurice.
Il est situé sur un axe historique majeur de communication de la Grand’ place à la porte de Paris par la rue de Paris se prolongeant par les rues d’Arras et de Douai vers l'Artois, la Picardie et Paris.
Sur le plan dressé le 30 janvier 1859 par Émile Vandenbergh, architecte de la ville à la suite de la décision d’agrandir Lille, l’espace actuel de la gare St-Sauveur et du parc Jean-Baptiste Lebas est représenté comme un ensemble de grandes avenues rayonnant à partir d’une grande place hexagonale, dans le cadre du réseau de voies nouvelles planifié sur les espaces libres entre la ville ancienne et les parties construites des communes annexées.
La création de la gare de marchandises Saint-Sauveur décidée en 1862 sur une surface de 19 hectares a empêché la réalisation de ce projet. L’aménagement de ce large boulevard est une compensation partielle à cet abandon.
Il était la voie d'accès à la gare mais les camions qui disposaient d'espaces suffisants dans l'emprise ferroviaire n'y stationnaient pas.
Appelé ensuite boulevard des écoles en raison de la présence du collège Jean-Macé, ancienne école primaire supérieure de jeunes filles, ensuite lycée de filles puis collège mixte fermé depuis 2003 et de l’école primaire supérieure de garçons Franklin devenue annexe du lycée de garçons Faidherbe (petit lycée et classes de la 6e à la 3e) et depuis 1964 collège Franklin.
Le boulevard nommé Jean-Baptiste Lebas en 1947 comportait une large chaussée centrale d’environ 4 voies de circulation dans l’axe de la porte de Paris et du boulevard Denis Papin entre deux ensembles de terre-pleins plantés de marronniers avec des bancs et des espaces de jeux de boules, enfin des chaussées latérales de 2 voies de circulation.
Cet espace assez calme et agréable jusque vers 1960 s’est progressivement dégradé, les terre-pleins dépourvus de pelouse se transformant en parkings sauvages,.
Avant la création du parc, il était utilisé chaque année sur toute sa surface par la braderie.

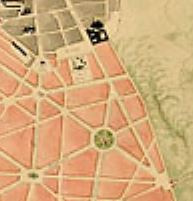
Projet du 30 janvier 1859
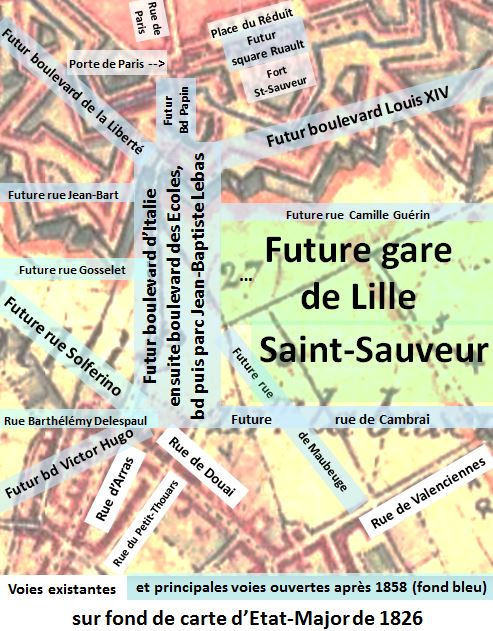
Espace de la future gare et boulevard sur fond de carte d'Etat Major 1826
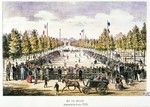
fête Boulevard des Ecoles en 1892

## Architecture et monuments
Le boulevard est bordé au nord-ouest (numéros pairs) de beaux immeubles de la fin du XIXe siècle parmi lesquels plusieurs sont inscrits à l'inventaire du patrimoine architectural, urbain et paysager (IPAP) de la Métropole européenne de Lille.

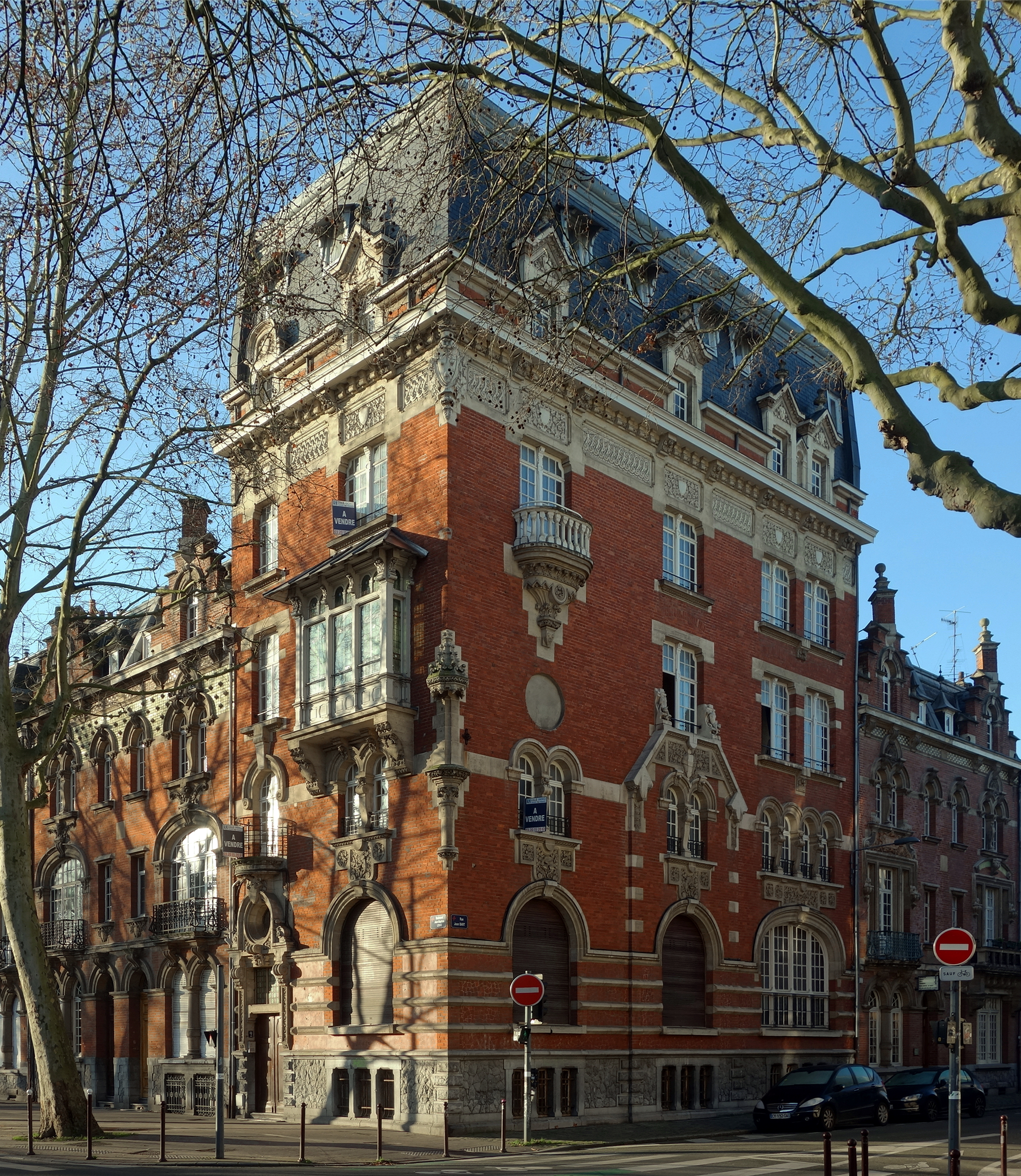
Immeuble éclectique, 2 boulevard Lebas
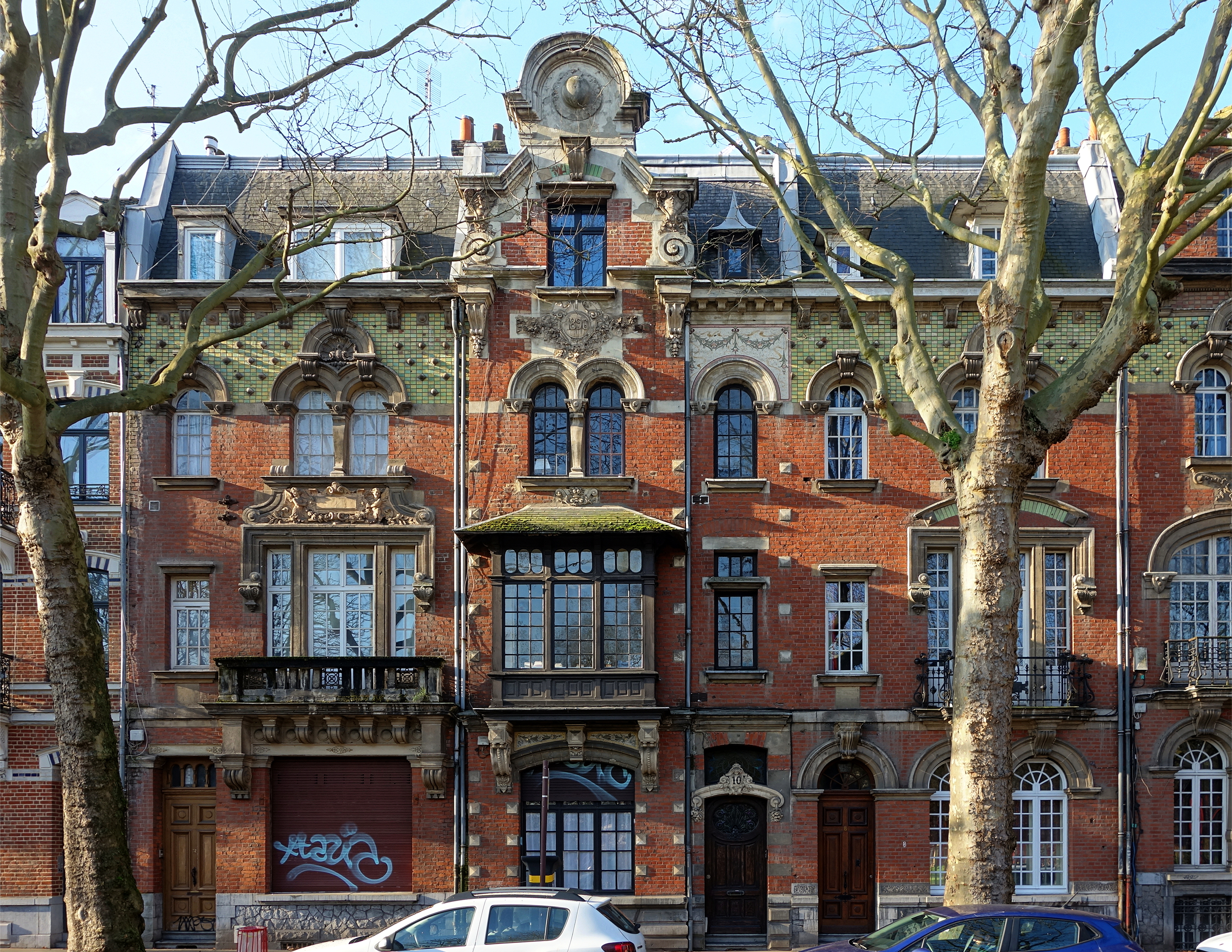
Maisons éclectiques, 8, 10, 12 boulevard Lebas
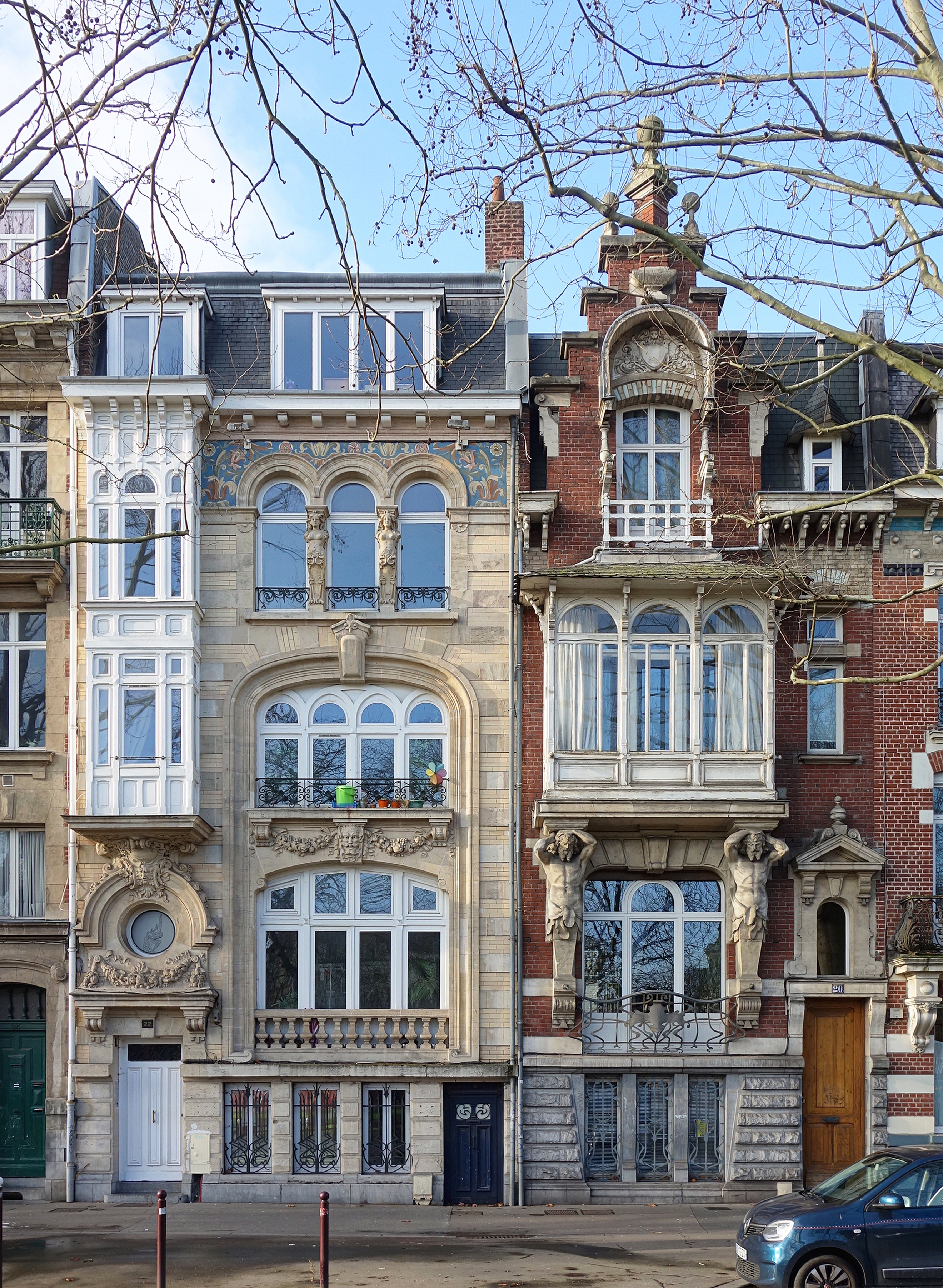
Maisons de ville éclectiques, 20 et 22 boulevard Lebas
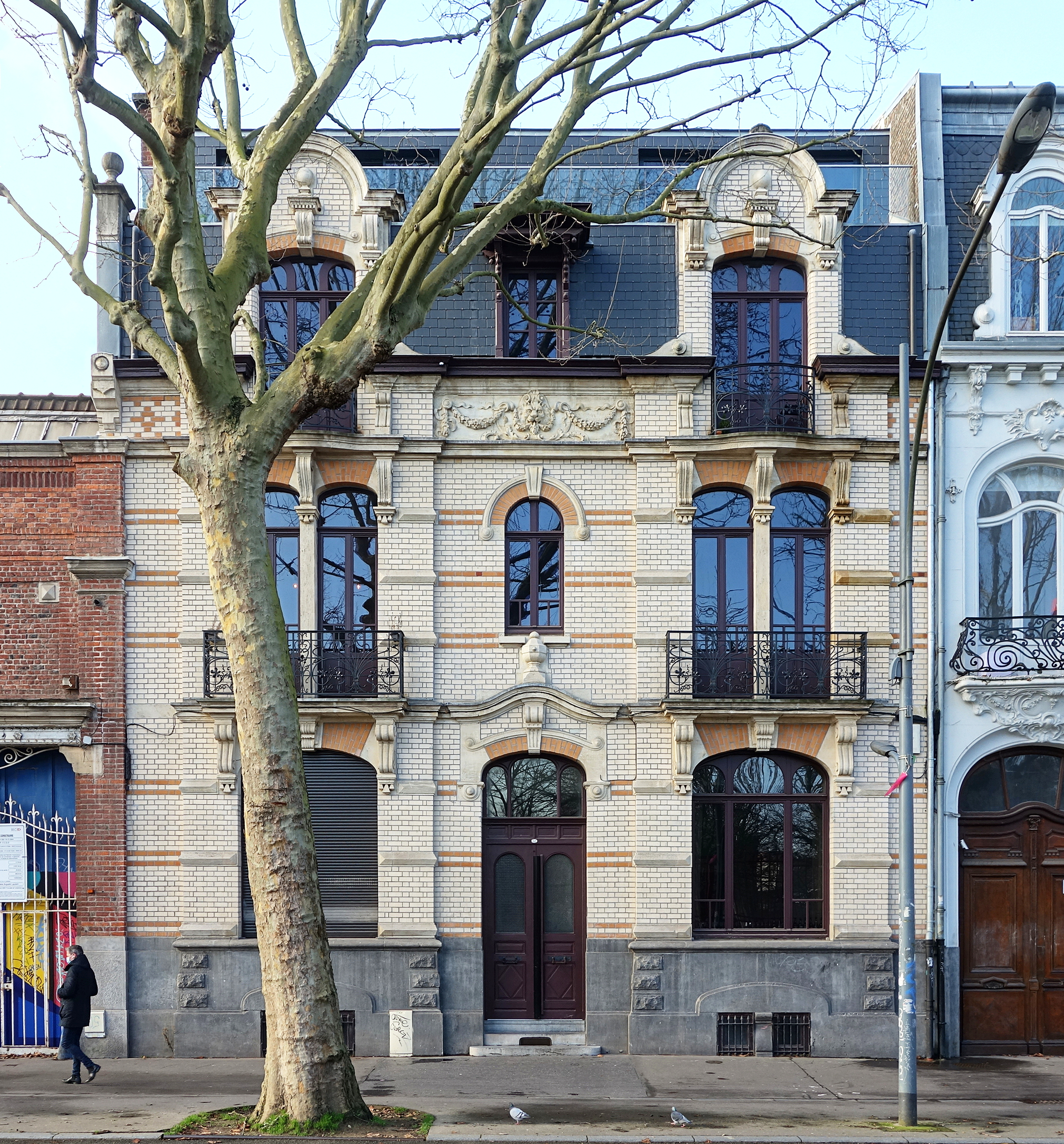
Maison de Maître, 32 boulevard Lebas
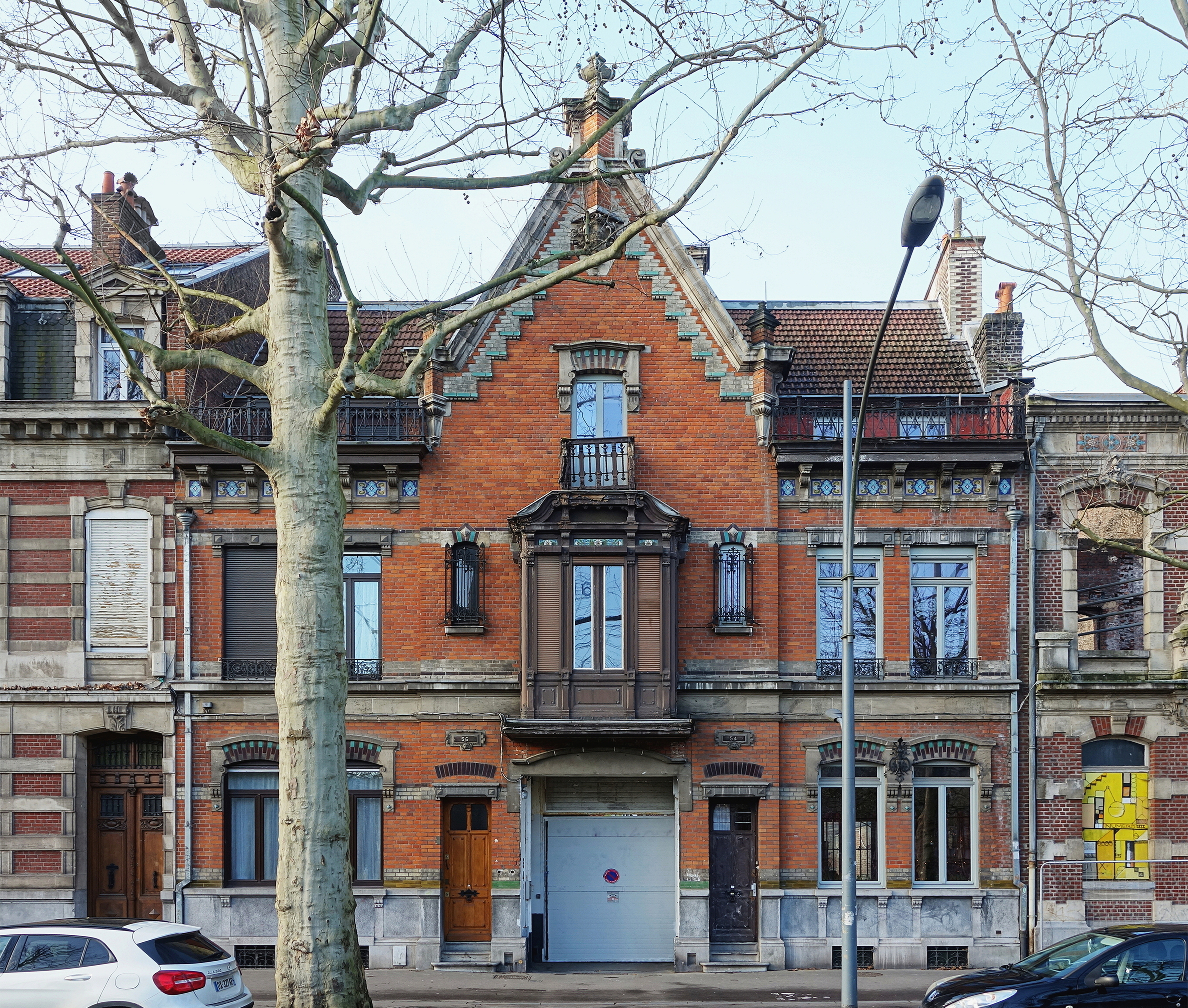
Maisons éclectiques, 54 et 56 boulevard Lebas

La rive opposée dessert les équipements culturels aménagés dans les anciennes halles de la gare Saint-Sauveur. En 2017, la plus grande partie de la gare est une friche. 